# La última noche en Tremor
La última noche en Tremor (originalmente conocida como La última noche en Tremore Beach) es una serie de televisión por internet española creada por Oriol Paulo y Jordi Vallejo para Netflix, basada en la novela La última noche en Tremore Beach de Mikel Santiago. Protagonizada por Javier Rey y Ana Polvorosa, entre otros, se estrenó el 25 de octubre de 2024 mundialmente.

## Sinopsis
Un músico y compositor en crisis se recluye en un pueblo costero en el norte para terminar su última obra. Sus únicos vecinos en varios kilómetros a la redonda son un matrimonio que vive en la siguiente casa de la playa. Tras un grave accidente durante una tormenta, el protagonista comienza a sufrir unas espeluznantes visiones sobre sus vecinos.

## Reparto

### Principal
- Javier Rey como Álex de la Fuente
- Ana Polvorosa como Judy Garmendia
- Guillermo Toledo como Leo Bazán / Álvaro Requena
- Pilar Castro como María Vargas / Alicia Blanchard
- Nora Navas como Elvira de la Fuente (Episodio 2 - Episodio 8)
- Josean Bengoetxea como Isaak de la Fuente (Episodio 2; Episodio 5 - Episodio 8)
- Ana Wagener como Victoria Kauffman (Episodio 4 - Episodio 5; Episodio 7 - Episodio 8)
- Carla Quílez como Bea de la Fuente
- Jordi Catalán como Bruno de la Fuente

### Secundario
- Carlota Olcina como Paula Valtierra (Episodio 1 - Episodio 3; Episodio 5 - Episodio 8)
- Carme Pla como Viviana Pardales (Episodio 1 - Episodio 3; Episodio 5 - Episodio 6; Episodio 8)
- David Bagés como Peio (Episodio 1 - Episodio 3; Episodio 5 - Episodio 6; Episodio 8)
- Marta Marco como Doctora (Episodio 1 - Episodio 2; Episodio 8)
- Andrés Zambrana como Álex de la Fuente (adolescente) (Episodio 2 - Episodio 8)
- Laura Gaja como Estrella Escudé (Episodio 2; Episodio 4 - Episodio 8)
- Milana Bonita (Grupo Musical)
- Biel Crespi Ramon como Álex de la Fuente (niño) (Episodio 2 - Episodio 5; Episodio 8)
- Antonio Buíl como Ramiro Escudé (Episodio 4 - Episodio 8)
- Clara Segura como Inspectora Ruth Calabria (Episodio 7 - Episodio 8)
- Xavi Sáez como Ricardo (Episodio 7 - Episodio 8)

## Episodios
| N.º | Título                            | Dirigido por | Escrito por                                       | Fecha de lanzamiento original |
| --- | --------------------------------- | ------------ | ------------------------------------------------- | ----------------------------- |
| 1   | «No salgas de casa»               | Oriol Paulo  | Oriol Paulo Con la colaboración de: Lara Sendim   | 25 de octubre de 2024         |
| 2   | «Blanchard»                       | Oriol Paulo  | Jordi Vallejo Con la colaboración de: Lara Sendim | 25 de octubre de 2024         |
| 3   | «Una vez estuve muerta»           | Oriol Paulo  | Oriol Paulo Con la colaboración de: Lara Sendim   | 25 de octubre de 2024         |
| 4   | «Para Judy»                       | Oriol Paulo  | Jordi Vallejo y Lara Sendim                       | 25 de octubre de 2024         |
| 5   | «Mamá»                            | Oriol Paulo  | Oriol Paulo Con la colaboración de: Lara Sendim   | 25 de octubre de 2024         |
| 6   | «Pueblo pequeño, infierno grande» | Oriol Paulo  | Jordi Vallejo Con la colaboración de: Lara Sendim | 25 de octubre de 2024         |
| 7   | «Tenemos que irnos»               | Oriol Paulo  | Jordi Vallejo Con la colaboración de: Lara Sendim | 25 de octubre de 2024         |
| 8   | «La última noche»                 | Oriol Paulo  | Oriol Paulo Con la colaboración de: Lara Sendim   | 25 de octubre de 2024         |